# Nekropola sa stećcima u Divojevićima
Nekropola sa stećcima, arheološko nalazište u Divojevićima u općini Lećevici, zaštićeno kulturno dobro

## Opis
Na lokalitetu Brig u selu Divojevići nalazi se 27 stećaka koji su rasuti na prostoru od otprilike 80 metara četvornih. Središnje mjesto nekropole je gomila u čijem su rubnom prstenu raspoređeni stećci. Oblikovani su u formi masivnih kamenih ploča-sanduka. Većina stećaka nije ukrašena, dok jedan od njih postavljen na rubu humka ima središnji ukras u obliku reljefno istaknutog dvostrukog križa. Zapadno od gomile nalazi se još nekoliko stećaka od kojih je najupečatljiviji masivni stećak sa stiliziranim prikazom ljudske figure na jednoj te reljefno oblikovanim recipijentom na drugoj površinskoj strani stećka. Prema ukrasnim elementima i obliku stećaka nekropolu možemo datirati u 15. stoljeće.

## Zaštita
Pod oznakom Z-4701 zavedena je kao nepokretno kulturno dobro - pojedinačno, pravna statusa zaštićena kulturnog dobra, klasificirano kao "arheološka baština".